# Juice Jacking
Juice Jacking beschreibt einen Cyberangriff über die Stromzufuhr eines Smartphones, Tabletcomputers oder eines sonstigen mobilen Geräts. Über dessen USB-Port, der sowohl der Datenübertragung als auch dem Aufladen des mobilen Geräts dient, kann Malware von diesem Gerät auf den Zielrechner übertragen werden.

## Gefahrenbeschreibung

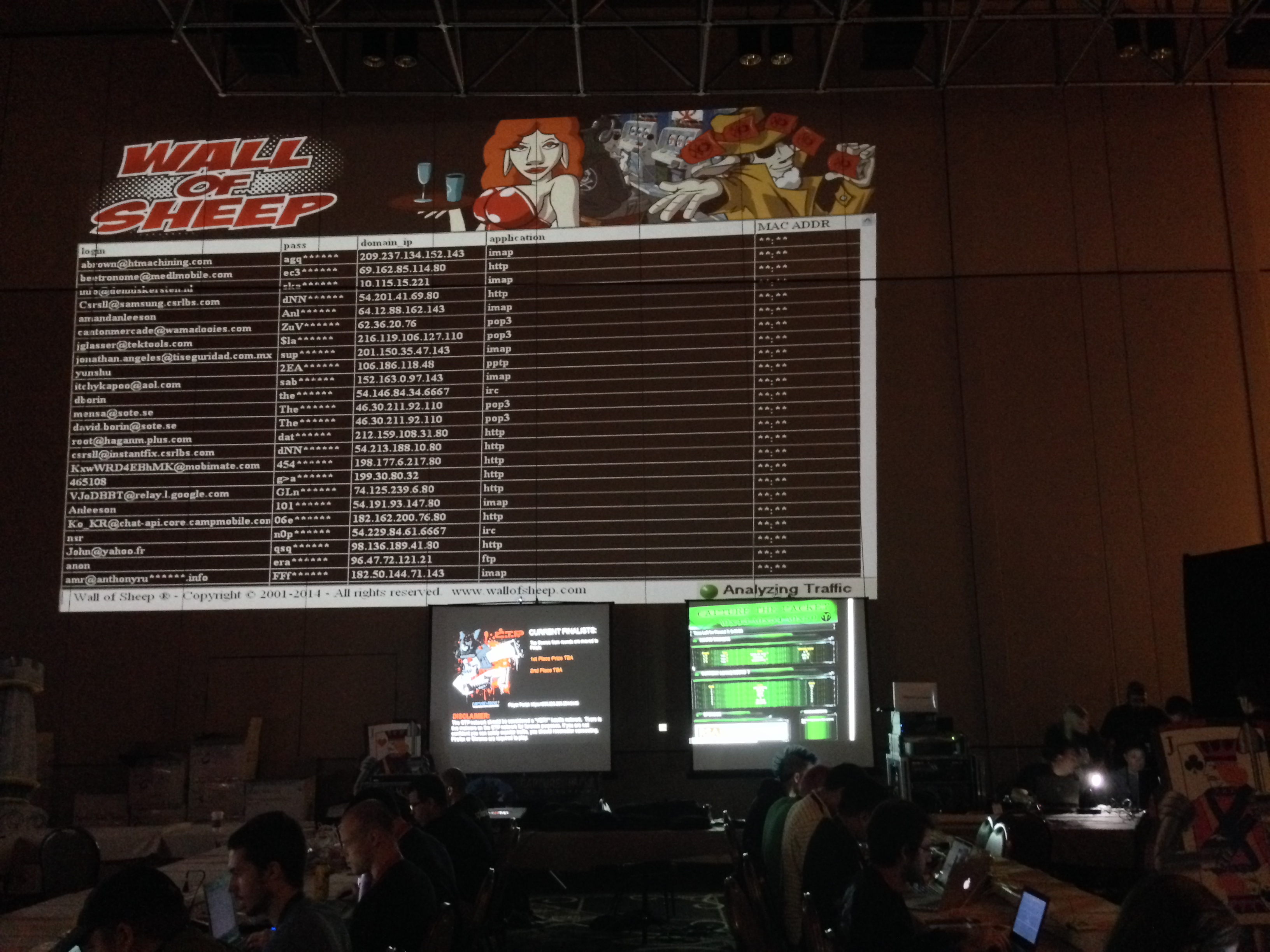
DEFCON 22 Stand

Während der Hackerveranstaltung DEFCON wurden von dem Unternehmen Wall of Sheep „kostenlose Aufladestationen“ aufgebaut. Bei Nutzung dieser Aufladestationen wurde eine Nachricht mit dem Inhalt „... should not trust public charging stations with their devices“ angezeigt. Das Ziel war es die Öffentlichkeit auf die Gefahr hinzuweisen, wie man durch ein solches unbedachtes Aufladen Opfer eines Angriffes werden kann. Zusätzlich wurde eine Präsentation gegeben, um Genaueres über diese Art des Angriffs zu erläutern.
Der Sicherheitsforscher Kyle Osborn veröffentlichte im Jahr 2012 ein Framework, mit der Bezeichnung „P2P-ADB“, um das Gerät des Angreifers mit dem Gerät des Opfers zu verbinden. Durch diese Verbindung ist es dem Angreifer möglich das Gerät des Opfers zu entriegeln, Zugriff auf Daten zu erlangen und weitere Operationen vorzunehmen.
Diplomanden und Studenten für Sicherheitsforschung des Georgia Institute of Technology lieferten einen Beweis für eine schädliche Anwendungssoftware namens „Mactans“, das den USB-Port eines Apple-Gerätes nutzt. Es wurde eine günstige Hardwarekomponente konstruiert, um ein iPhone während des Aufladens zu infizieren. Diese Software kann alle Sicherheitsvorkehrungen umgehen, welche im iOS enthalten sind, und versteckte sich als Apple-Hintergrundprozess.
Sicherheitsforscher Karsten Nohl und Jakob Lell von srlabs veröffentlichten ihre Arbeit über BadUSB auf der Black-Hat-Konferenz für Informationssicherheit und demonstrierten einen Angriff über ein mit dem Computer verbundenes Smartphone oder Tablet, um zu zeigen, wie verwundbar über USB-Port verbundene Systeme sind. Sie lieferten auch einen Beispielcode für Firmware, welcher Android-basierte Systeme infizieren kann.

## Geschichte und Bekanntheit
Brian Krebs wies als Erster auf diese Methode des Angriffs hin und nannte sie „juice-jacking“. Nachdem er von den Aufladestationen von Wall of Sheep gehört hatte, schrieb er den ersten Artikel auf seiner Website zur Computer-Sicherheit. Brian Markus, Joseph Mlodzianowski und Robert Rowley, alle Mitarbeiter von Wall of Sheep, hatten diese Aufladestationen als Werkzeug zur Warnung vor potenziellen Gefahren entworfen.
Im September 2012 demonstrierte Hak5 einen Angriff mithilfe des Frameworks P2P-ADB von Kyle Osborn.
Ende 2012 wurde ein Dokument von der NSA veröffentlicht, um die Mitarbeiter über die Gefahren zu informieren, die beim Aufladen ihrer Smartphones, Tablets oder Notebooks an öffentlich zugänglichen Ladestationen lauern können.
The Android Hackers Handbook, veröffentlicht im März 2014, diskutiert im Wesentlichen Juice Jacking sowie das ADB-P2P Framework.
Im April 2015 war Juice Jacking die Hauptthematik in der Episode von CSI: Cyber. Season 1: Episode 9, "L0M1S".

## Gegenmaßnahmen
Bei Apple iOS wurden mehrere Sicherheitsmaßnahmen vorgenommen, um die Angriffsmöglichkeiten über USB-Ports zu verringern, wie beispielsweise automatische Einbindung als Datenträger beim Verbinden des Smartphones an einen Computer.
Android-Geräte fragen nach einer Bestätigung, bevor sich das Gerät mit dem Computer als Datenträger verbindet. Seit Android-Version 4.2.2 existiert eine Whitelist-Funktion, um Angreifern einen Zugriff auf die ADB-Funktion von Android unmöglich zu machen.
Juice Jacking ist nicht möglich, wenn ein Gerät über das mitgelieferte Netzteil angeschlossen wird. Auch die Anwendersoftware „USB Condom“, umbenannt in „SyncStop“, kann dem Nutzer Sicherheit geben.